# Pusta Reka
Pusta Reka (makedonska: Пуста Река) är en ort i Nordmakedonien. Den ligger i kommunen Kruševo, i den sydvästra delen av landet, 70 kilometer söder om huvudstaden Skopje. Pusta Reka ligger 1 150 meter över havet och antalet invånare är 287.